# Lazise
Lazise (Lasìse in veneto) è un comune italiano di 6 816 abitanti della provincia di Verona in Veneto, situato lungo la sponda orientale del lago di Garda.
La collocazione geografica di pregio, l'esteso paesaggio agricolo collinare, i vari monumenti di importanza architettonica e storica, la presenza della fonte termale a Colà e dei parchi di divertimenti Canevaworld e Gardaland (quest'ultimo situato a cavallo con il territorio di Castelnuovo del Garda, dove ha sede legale), rendono Lazise una località molto visitata: la città registra annualmente circa 3,5 milioni di presenze ufficiali, collocandosi al dodicesimo posto in Italia fra le destinazioni turistiche e al primo come meta lacustre.

## Geografia fisica

### Territorio

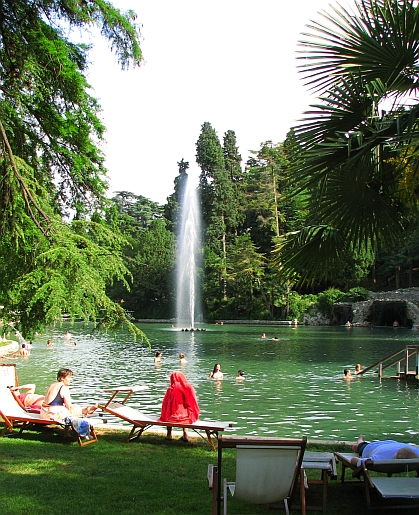
Il parco termale di villa dei Cedri, immerso nelle colline moreniche del Garda.

Lazise, posta a circa 24 chilometri a ovest da Verona, capoluogo della provincia di cui fa amministrativamente parte, si trova sulla sponda orientale del lago di Garda, compreso tra i comune di Castelnuovo del Garda a sud e di Bardolino a nord, mentre confina a est con Pastrengo e Bussolengo. A ovest è confinante con la provincia di Brescia (comuni di Sirmione e Padenghe sul Garda). Il comune lacisiense occupa una superficie di 64,96 km², anche se le terre emerse impegnano solamente 30 km².
Il territorio di Lazise si sviluppa completamente all'interno del grande anfiteatro morenico del Garda: sorge su terreni costituiti da sedimenti depositati in ambiente glaciale e fluvio-glaciale durante il quaternario, depositi attribuiti principalmente alle glaciazioni Riss e Würm e in seguito addolciti dai processi di denudazione e dilavamento dei versanti. Questi ultimi processi hanno provocato la formazione di una morfologia ondulata che degrada con delicatezza verso il lago.
Il suolo presenta depositi morenici fino a diverse centinaia di metri di profondità, come hanno confermato la perforazione di pozzi idrici, e questa composizione del suolo causa la media permeabilità dei terreni superficiali. Le falde freatiche presenti nei fondovalle sono spesso presenti a pochi metri di profondità sotto il piano di campagna, motivo per cui sono presenti nel territorio diversi toponimi che richiamano la presenza di ristagni idrici, difficoltà di deflusso e falde superficiali. Questo territorio è caratterizzato da una rete di piccoli corsi d'acqua e scoli che confluiscono nel lago di Garda: il Dugale, il Rio Bisaola, il Dugale dei Ronchi e del Palù, il Dugale della Fontana, il Dugale della Figara e lo scolo Colombara.
Per quanto riguarda la classificazione sismica regionale Lazise è classificata nella zona 3, ovvero a bassa sismicità, anche se storicamente la zona a est del lago di Garda, quindi il monte Baldo e la val d'Illasi, sono aree a sismicità piuttosto alta, essendovi stati eventi sismici di notevole intensità.

### Clima
Il territorio del comune di Lazise occupa una parte dell'Anfiteatro morenico, caratteristico della zona meridionale del Lago di Garda, che, a differenza del resto della Pianura Padana che denota un clima di tipo temperato umido (Cfa), manifesta condizioni mitigate dalla massa d'acqua e che danno luogo ad un clima sub-mediterraneo (Csa). La primavera e l'autunno sono le stagioni più piovose, mentre l'estate è di tipo mediterraneo, quindi asciutta ma interrotta da intensi temporali, specialmente nel mese di agosto. In inverno le temperature sono meno rigide rispetto alle zone circostanti e le precipitazioni sono piuttosto scarse, mentre le nebbie solo in poche occasioni riescono a invadere il basso lago.
Nel comune di Lazise la temperatura media annua è di circa 13 °C, con medie minime di 8 °C e medie massime di 18-18,5 °C, mentre le precipitazioni annuali variano da un minimo di 650 mm ad un massimo di 800 mm.

## Origini del nome
Il nome Lazise deriva dal latino lacus che significa "villaggio lacustre", come sembrano confermare documenti dell'alto medioevo che riportano il paese sotto il nome di Laceses. Un'altra ipotesi faceva derivare il nome del paese da Antonio Bevilacqua di Loncis, Loncis dal suo castello in Baviera, divenuto nel 1014 governatore del lago, e che diede vita all'importante famiglia che mutò poi nome in Bevilacqua Lazise.

## Storia

### Storia antica

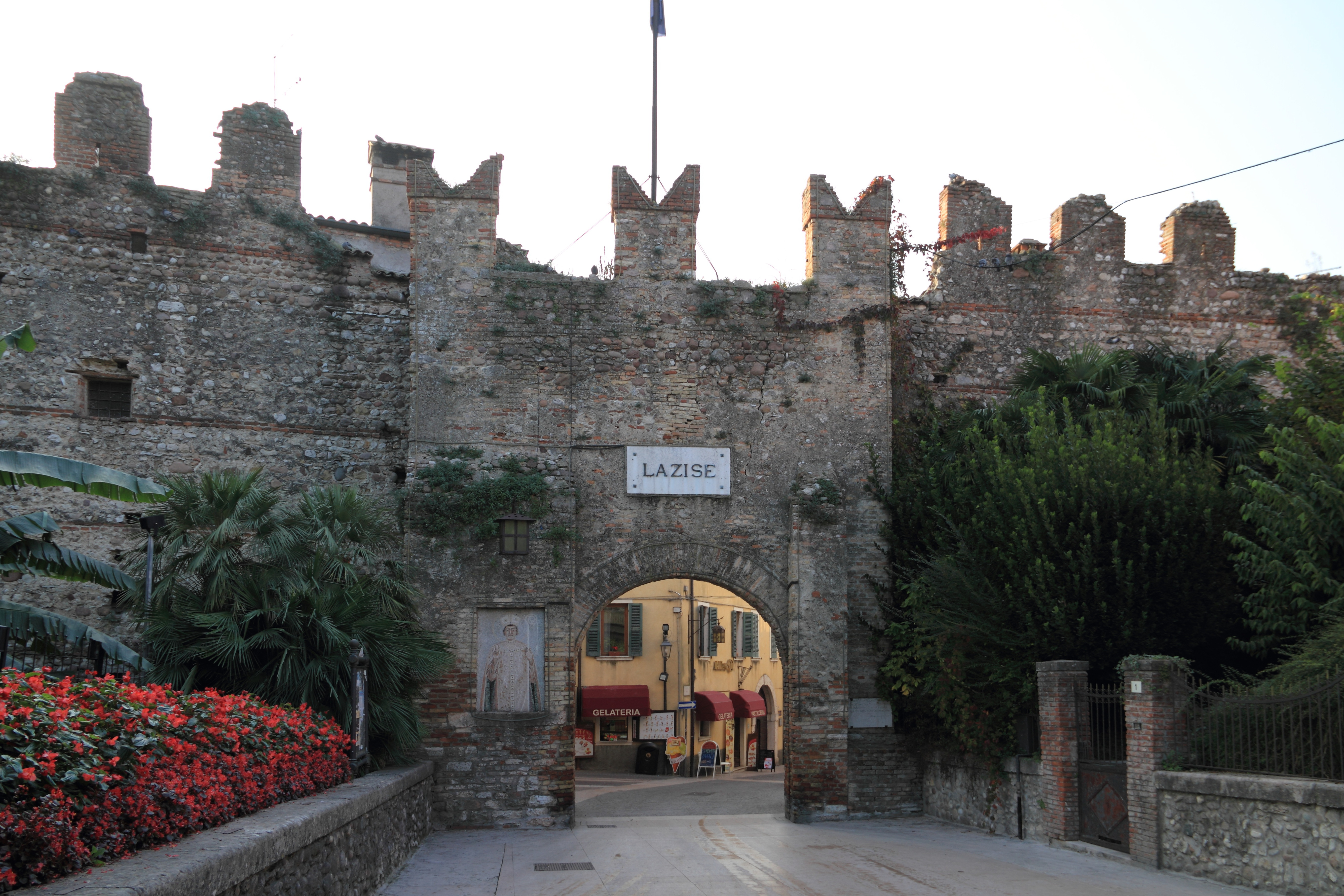
Porta San Zeno, uno dei principali accessi al borgo.

Il ritrovamento di testimonianze di aggregati di abitazioni su palafitte dell'età del bronzo dimostrano la rilevanza che ebbe Lazise come centro preistorico.
In epoca romana il lago divenne un'importante via di comunicazione per le merci che arrivavano dalla Germania; amministrativamente a Lazise si presentavano le condizioni tipiche dei vicus e dei pagus, anche se probabilmente capoluogo di questo pagus, ovvero della circoscrizione territoriale rurale che si estendeva da Pacengo a sud sino a Lazise a nord, e nell'entroterra a est fino a Sandrà e Pastrengo, non era Lazise bensì Colà.
Del paese, sotto la dominazione degli Eruli, quindi degli Ostrogoti, e infine dei Longobardi, si hanno solo notizie frammentarie e piuttosto generiche, se non quasi assenti, e una delle poche testimonianze trovate sembra sostenere la tesi che in quel periodo Lazise fosse soggetta al conte di Verona.

### Storia medievale e libertà comunali

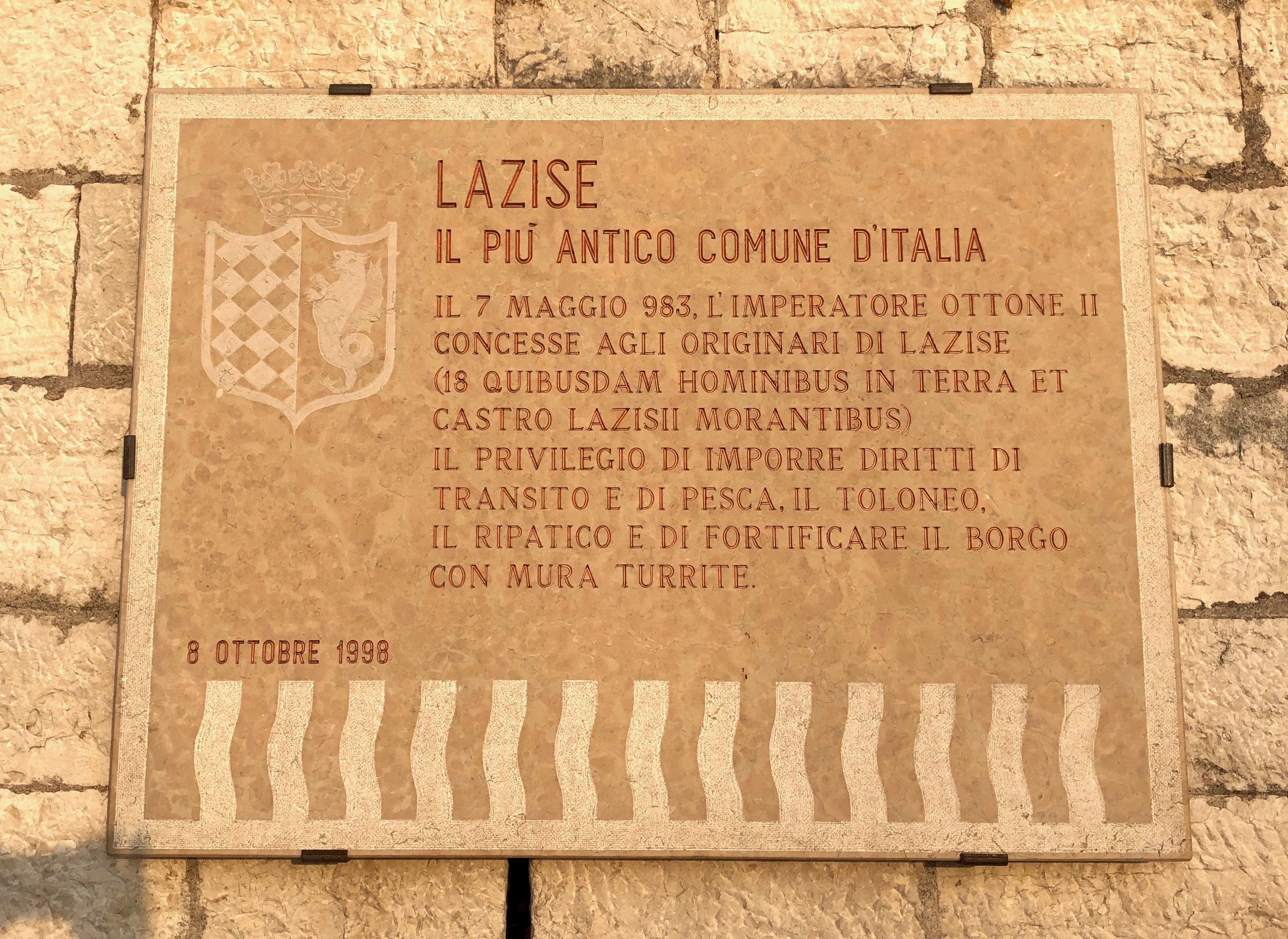
Epigrafe che ricorda come Lazise sia considerata il primo libero Comune d'Italia.

Nel 983 la comunità di Lazise chiese all'Imperatore del Sacro Romano Impero Ottone II la possibilità di difendere il borgo fortificando il castrum e il 7 maggio dello stesso anno Ottone II rispose con un diploma nel quale concedeva l'esazione di alcuni tributi (tra cui il teloneo e il ripatico), concedeva i diritti di transito e di pesca, e rilasciava ai cittadini lacisiensi la possibilità di fortificare il castrum. A partire da quell'anno Lazise venne quindi organizzata a vicinia, con 18 membri e ampie autonomie in questioni civili, economiche, ma anche religiose (e quindi a partire da quest'anno divenne sede di pievano), in modo da poter disciplinare liberamente pesca e commercio. Si trattava di una situazione piuttosto particolare rispetto a quella degli altri centri, e la concessione di queste ampie autonomie, oltre ovviamente all'assegnazione di incarichi, fa sì che Lazise venga considerata il primo libero Comune d'Italia. L'importanza data dall'imperatore al borgo dipese dalla possibilità di utilizzare una vasta prateria nella zona per l'eventuale sosta dell'esercito imperiale, dall'essere un ottimo centro per il vettovagliamento e perché era in via di definizione un primo nucleo fortificato per la difesa della milizia.
Lazise, pur facendo parte della Giudicaria Gardense (vasto territorio tra Adige e lago di Garda), ne era largamente indipendente. Nel 1077 Enrico IV con un atto confermò nuovamente l'esenzione da alcune imposte e in un atto privato del 1123 Lazise viene per la prima volta definita "Patria". Nel 1193 il podestà di Lazise assistette, insieme ai rappresentanti di altri borghi della Giudicaria Gardense, alla consegna di Garda al Comune di Verona, che estese il proprio potere anche alle altre ville della Giudicaria, compresa Lazise, la quale mantenne comunque gli antichi privilegi.
Sotto gli Scaligeri vennero realizzati il castello con il porto fortificato e le mura cittadine e il porto fortificato e nel 1387, quando la Signoria Scaligera stava per cadere per mano degli eserciti dell'alleanza formata da Gian Galeazzo Visconti, Francesco I Gonzaga e Francesco I da Carrara, il borgo fortificato, che rimase fedele a Verona, chiuse le porte e si preparò all'assedio da parte delle truppe nemiche, il quale durò alcuni giorni. Lazise cedette alle armi da fuoco nemiche il 13 ottobre 1387, quindi passò sotto il dominio Visconteo, sotto il quale fu sede del vicariato di una giurisdizione piuttosto ampia, anche se poco tempo dopo passò sotto il dominio Carrarese.

### Storia moderna

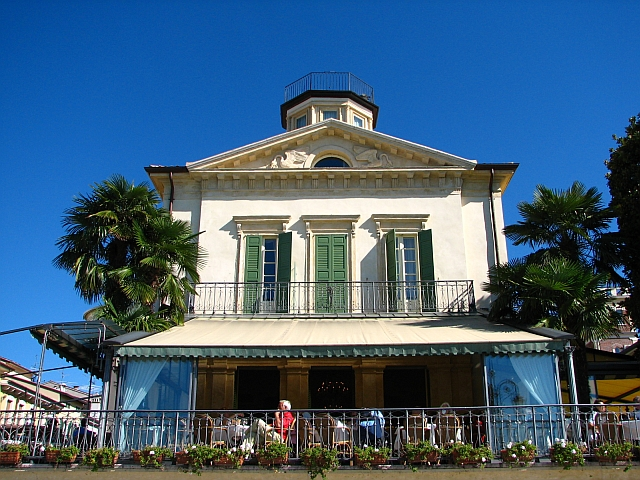
Un palazzo edificato in età moderna sul lungolago.

Nel 1405 vi fu la dedizione di Verona a Venezia, ma Lazise fu l'unico borgo in territorio veronese deciso a ribellarsi tanto da essere messa sotto assedio, arrendendosi all'esercito della Serenissima il 23 giugno dello stesso anno. Nonostante ciò durante il dominio veneto Lazise divenne sede del vicariato di un'ampia giurisdizione e, nel 1409, venne ordinato da Venezia il restauro delle fortificazioni del paese e lo stabilirsi di un castellano che si occupasse della custodia delle stesse e di tutte le cose militari.
Nel 1439 il borgo venne preso di mira dalle truppe di Filippo Maria Visconti, il quale si trovava in guerra con la Repubblica Veneta, ma dopo questa breve parentesi di guerra prosperò la pace fino agli eventi della guerra della Lega di Cambrai, durante la quale due fuste veneziane si autoaffondarono davanti all'abitato per non finire in mano nemica, così l'abitato passò a Giovanni Gonzaga il 23 agosto 1510. Pure il Gonzaga confermò a Lazise gli antichi privilegi, ma il borgo tornò sotto Venezia già nel 1516, al termine della guerra. Questo fu un periodo continuo di lotte che si arrestarono per questa comunità solo dopo il saccheggio di Lazise da parte dei Lanzichenecchi nel 1529: dopo questo ultimo episodio vi fu un periodo di prosperità e pace che si protrasse per quasi due secoli, intervallato però dalla peste del 1631 che decimò la popolazione, praticamente dimezzandola.

### Storia contemporanea

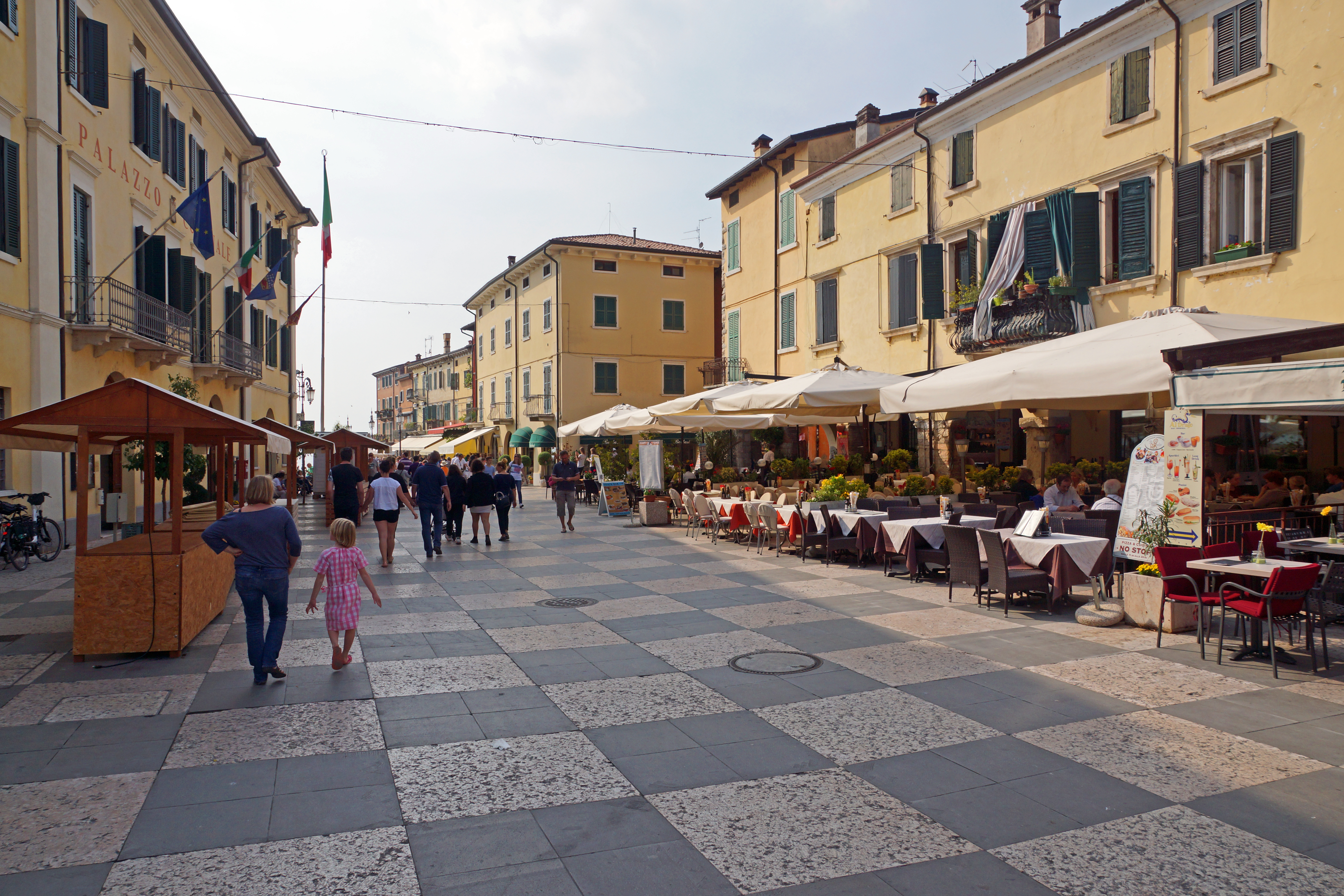
Piazza Vittorio Emanuele, dove ha sede il palazzo Comunale.

La rivoluzione francese portò considerevoli conseguenze anche a Lazise, a causa sì del passaggio dei soldati francesi che dovevano dirigersi in Tirolo ma soprattutto perché nell'abitato venne posto il quartier generale francese, così che i militi francesi ne approfittarono per saccheggiare l'abitato. Il 16 maggio 1797, inoltre, venne eretto l'albero della libertà tra l'indifferenza dei paesani. Lazise passò quindi alla Repubblica Cisalpina e poi alla Regno d'Italia, sotto il quale divenne capoluogo del quinto distretto di Verona, ma nel 1815 Lazise cambiò nuovamente bandiera passando sotto il Regno Lombardo-Veneto e quindi, di fatto, sotto l'Impero austriaco.
Durante il periodo risorgimentale si svolsero nei dintorni del borgo numerosi accadimenti: durante la prima guerra di indipendenza italiana le truppe piemontesi entrarono a Lazise, dove accumularono la polvere da sparo proveniente da una polveriera conquistata nelle vicinanze di Peschiera del Garda (importante fortezza del Quadrilatero), acquartierandosi nei pressi di villa Pergolana e spostandosi quindi verso Castelnuovo, dove si svolse l'omonima battaglia; durante la seconda guerra di indipendenza furono invece qui trasportati via lago i feriti della battaglia di San Martino, che vennero soccorsi nella zona del porto. Solamente nel 1866, a seguito della terza guerra di indipendenza, Lazise e il Veneto entrarono però a far parte del Regno d'Italia.

### Simboli
In origine lo stemma del comune di Lazise era uno scudo a losanghe d'argento e d'azzurro, simile allo stemma dell'antico regno bavarese. Successivamente lo stemma è stato partito: il primo rombeggiato di argento e di azzurro; il secondo d'oro, al drago di rosso, simbolo del borgo di Mondragon annesso al comune di Lazise nel 1407. 
Il gonfalone è un drappo di azzurro.

## Monumenti e luoghi d'interesse

### Architetture religiose

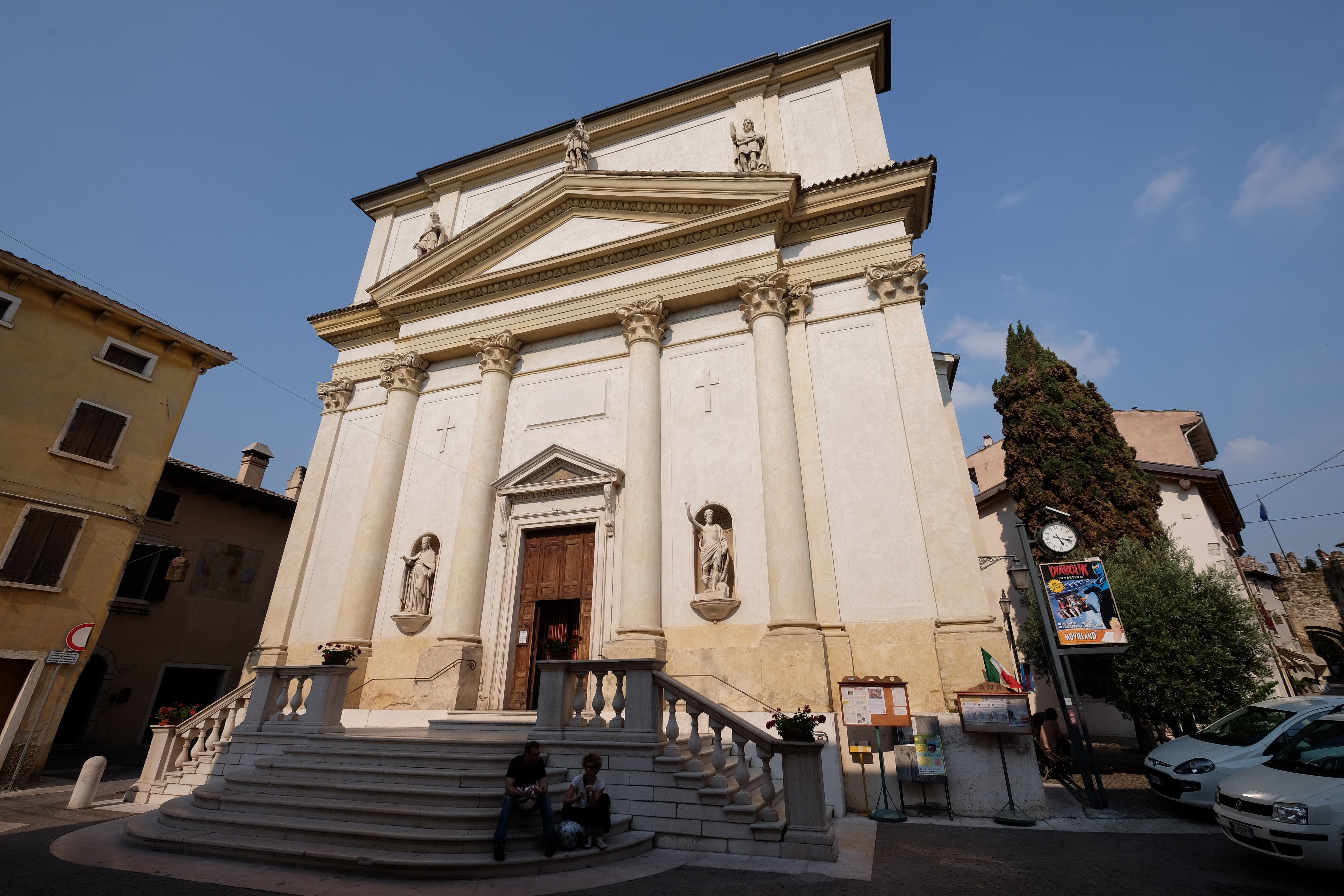
Chiesa dei Santi Zenone e Martino.

Chiesa dei Santi Zenone e MartinoDell'originaria chiesa di San Zeno, che divenne parrocchiale di San Martino nel Cinquecento, si ha notizia a partire dal 1295. Essa, di buona capienza ma piuttosto sproporzionata nelle forme e nelle dimensioni, occupava la stessa posizione dell'attuale chiesa dei Santi Zeno e Martino, che venne realizzata successivamente all'abbattimento della prima nel XVIII secolo. Il progetto di Luigi Trezza per il nuovo edificio prevedeva un disegno neoclassico, i lavori di costruzione si fermarono però all'arrivo delle truppe napoleoniche e ripresero solo nel 1821 con la costruzione del presbiterio, dell'abside e del campanile, sul quale vennero poste cinque campane nel 1840, quando si conclusero definitivamente i lavori. La chiesa venne consacrata il 2 settembre 1888 dal cardinale Luigi di Canossa.

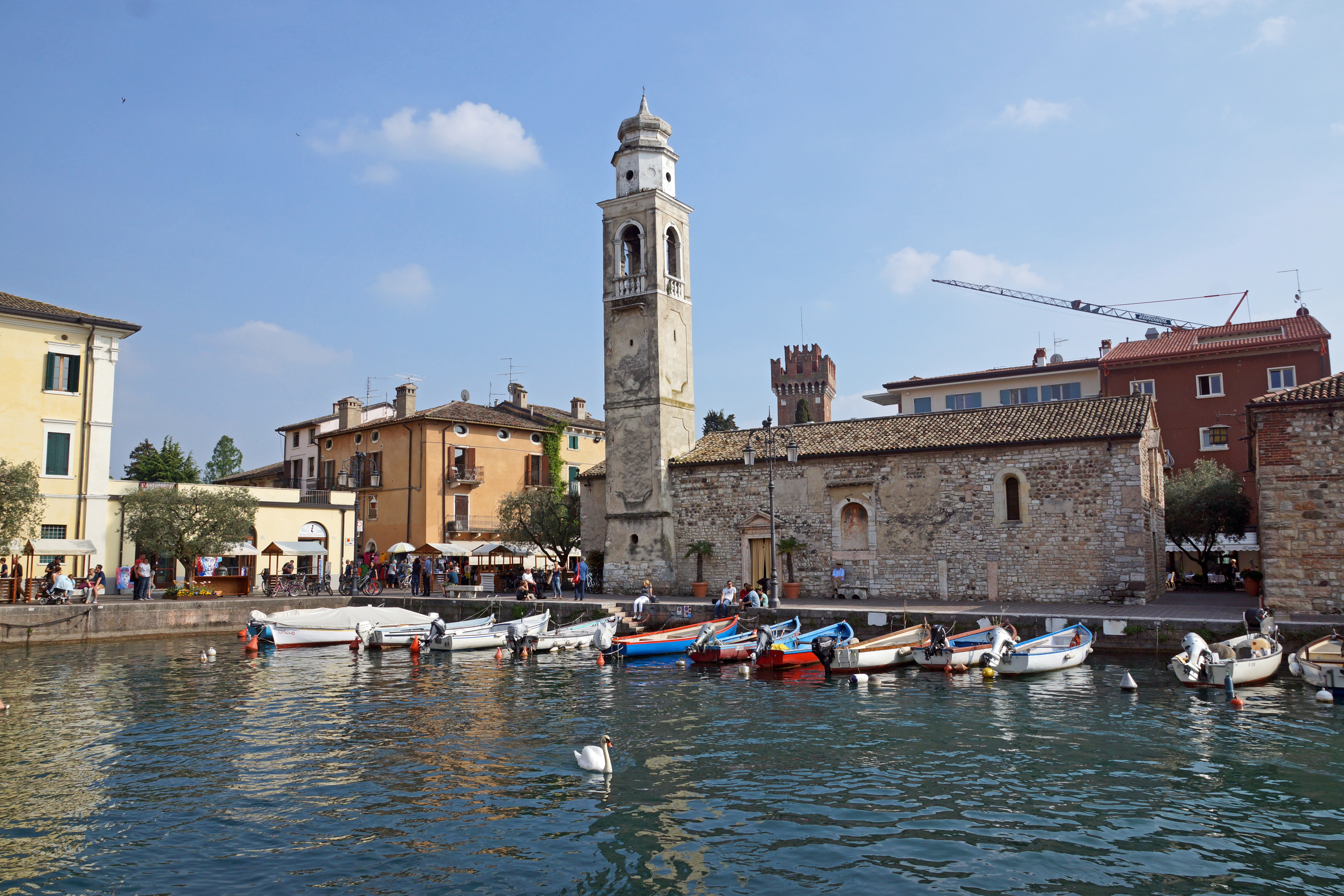
Chiesa di San Nicolò.

Chiesa di San NicolòLa chiesa di San Nicolò è situata presso il porto vecchio di Lazise. In stile romanico, si pensa risalga al XII secolo, anche se compare per la prima volta in un documento solamente nel 1320. Sulla porta maggiore vi è il protiro pensile originale, mentre l'abside fu rifatta nel 1595 e il campanile originale, che sul finire del Settecento era pericolante, venne abbattuto e al suo posto ne venne realizzato uno nuovo. Nel 1879 la chiesa venne chiusa per ordine del cardinale Luigi di Canossa che era in visita al paese in quanto era in stato di abbandono, così, negli anni successivi, venne utilizzata per spettacoli teatrali.
Altre chiese
- Chiesa dei Santi Fermo e Rustico, edificio del XII secolo in stile stile romanico situato in aperta campagna;[30]
- Chiesa dei Santi Faustino e Giovita, chiesa del XII secolo, che venne ristrutturata nel XVI secolo, quando si trovava in stato di semi abbandono e a cui venne aggiunta l'abside nel XVII secolo, sul cui altare si trova la pala dei martiri Faustino e Giovita;[30]
- Chiesa di San Gaetano da Thiene, oratorio realizzato nel 1711 contenente la pregevole tela di San Gaetano con la Vergine e il Bambino di Edoardo Perini;[31]
- Chiesa di San Giovanni Battista, oratorio consacrato il 14 settembre 1782, dedicato ai santi Giovanni Battista, Giacomo e Luigi Gonzaga.[32]

### Architetture civili

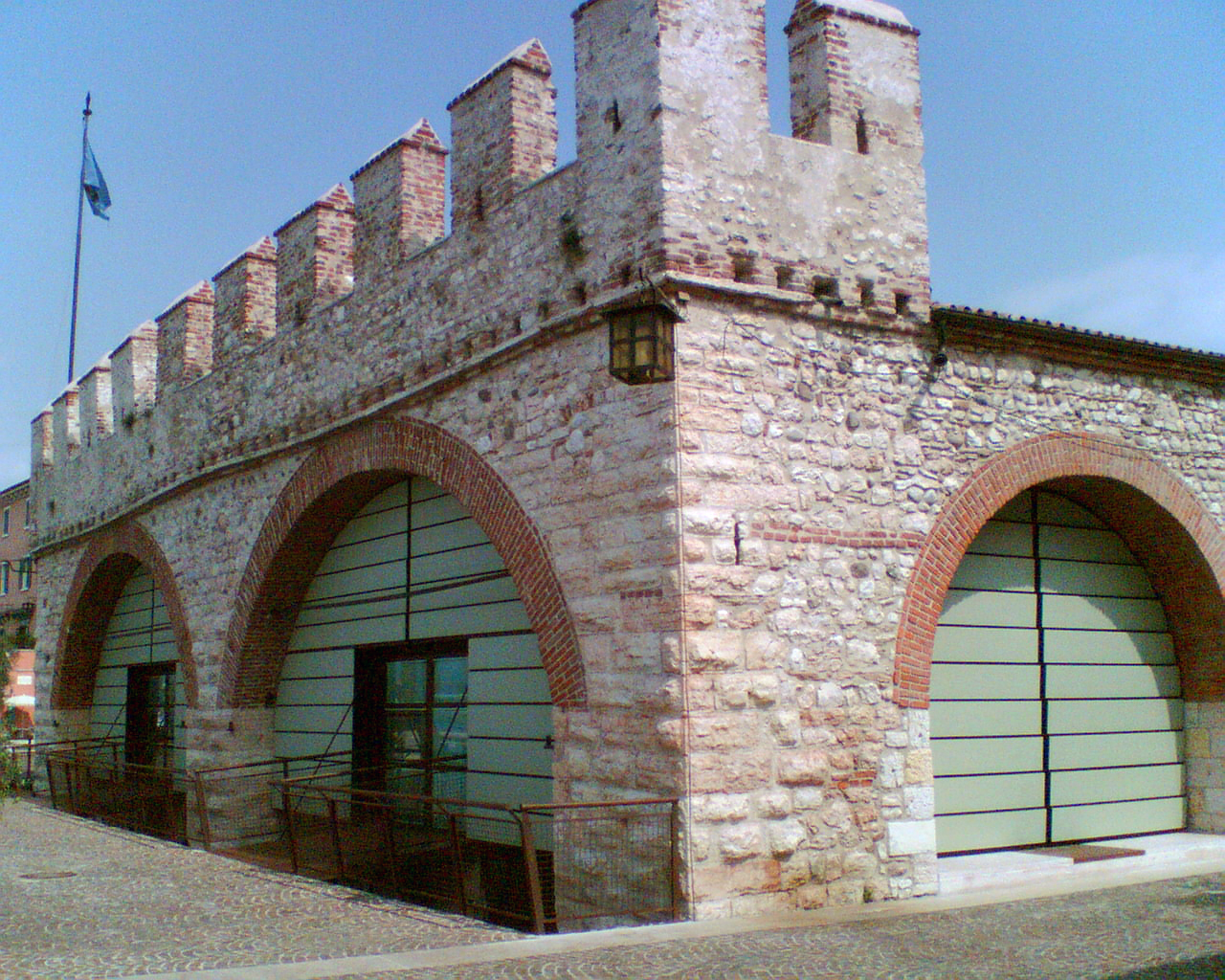
Dogana veneta.

Dogana venetaCostruzione di grande importanza per lo scalo delle merci nel paese era la dogana veneta, insieme all'antistante porto che si trova già nei documenti del X secolo. Alle estremità del porto, a lato della Dogana, vi erano due torri (oggi non più presenti) da cui partivano le mura che proteggevano il porto e andavano a collegarsi al castello Scaligero più a sud. L'arsenale o darsena che si apre in questo tratto di cortina muraria si ha notizia già a partire dal 1329, realizzato dagli Scaligeri: esso venne utilizzato, dai veronesi prima e dai veneziani più tardi, per la custodia di parte della flotta. Il 19 ottobre 1607 la comunità chiese però a Venezia di poter smantellare l'arsenale per trasformarlo in una dogana per le merci, che oggi appare come un unico locale in pietra di 900 m² con un'altezza di 10 m, utilizzato come centro congressi.

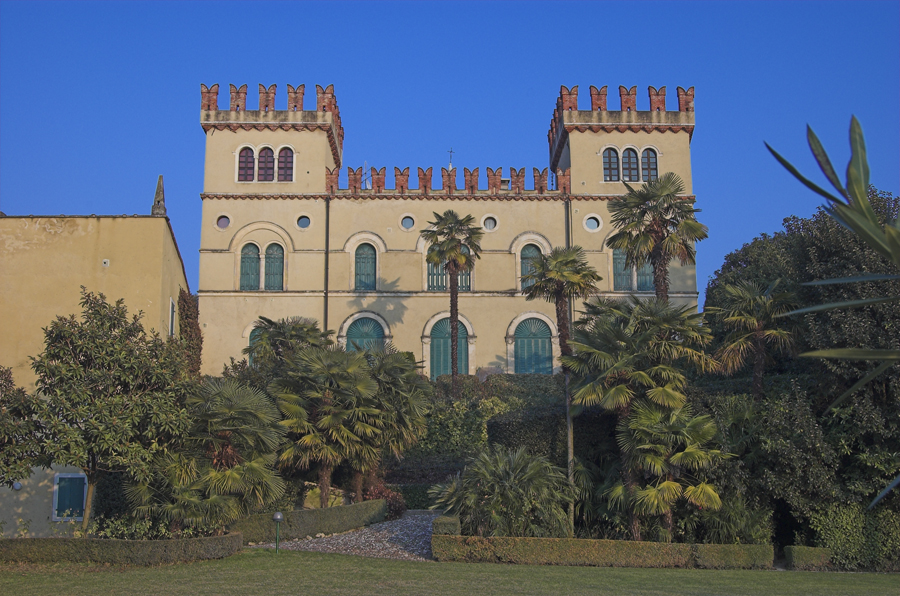
Villa Pergolana.

Villa PergolanaNel luogo dove oggi sorge la Pergolana, originariamente chiamata Parivolana, nel Cinquecento venne fondato un monastero dai frati francescani, che realizzarono anche la chiesa di Santa Maria delle Grazie. Nel 1574 i frati vendettero monastero e chiesa ai conti Della Torre che successivamente la rivendettero ai Villa, i quali abbellirono la chiesa con alcuni dipinti e l'arredo. La proprietà passò quindi a Gian Battista Mutinelli e, nel 1856, ai conti Cavazzocca Mazzanti. Nel sito del monastero e della chiesa di Santa Maria delle Grazie (dove si trova pure la Annunziata di Felice Brusasorzi) fu realizzato un palazzo disegnato dall'architetto Giacomo Franco in stile lombardo e avente le forme di un castello. Questo palazzo è circondato da un giardino realizzato con principi di simmetria e che giunge sino sulla sponda del Garda.
Altre ville
- Villa Bernini, situata all'interno del parco del castello lacisiense, con un prospetto affacciato sulla sponda del Garda. Essa è fiancheggiata dalle antiche mura che proteggevano il porto militare;[32]
- Villa Bottona, situata a sud dell'abitato di Lazise, è stata realizzato con le sembianze di un edificio medievale, con tanto di torre e merlature, ed è immersa in un notevole giardino con alberi secolari;[35]
- Villa Bazzoli, sempre a sud di Lazise e a breve distanza da villa Bottona, fu realizzata insieme al giardino dal conte Girolamo Murari Della Corte Bra. Venne successivamente ampliata ed oggi ha l'aspetto di un palazzo;[36]
- Villa dei Cedri, nella frazione di Colà, è una villa veneta realizzata tra XVIII e XIX secolo dall'architetto Luigi Canonica, in cui trova posto un parco termale sorto a seguito della recente scoperta di una fonte di acqua termale. Durante la seconda guerra mondiale ospitò il maresciallo Erwin Rommel.[37]

### Architetture militari

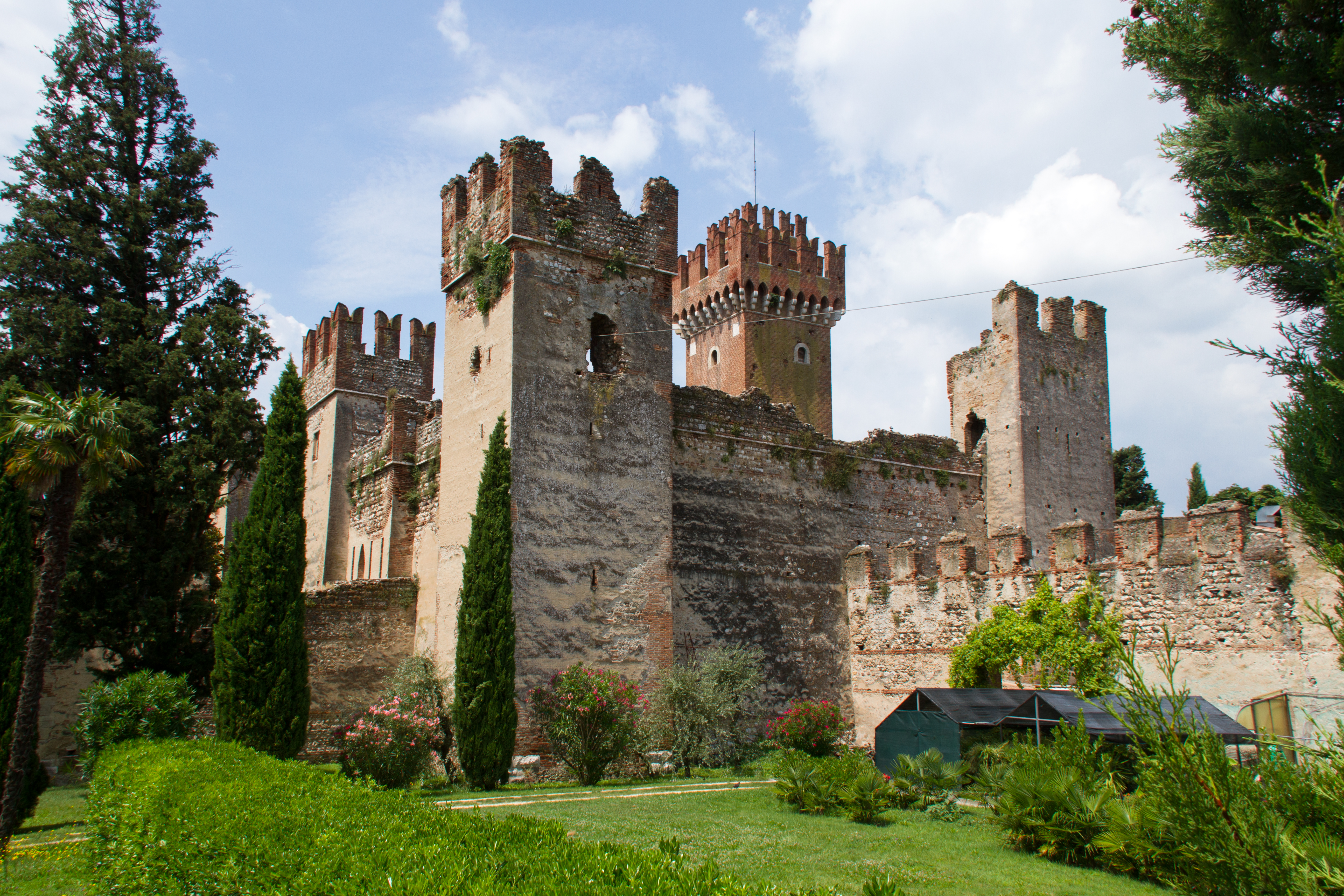
Castello Scaligero.

Castello ScaligeroL'edificio più imponente di Lazise è il castello scaligero e la cinta muraria che circonda il centro storico. Il castello venne realizzato durante la dominazioni dei signori di Verona Bartolomeo II e Antonio della Scala, o forse poco prima dal padre Cansignorio della Scala (visto che la porta Nuova reca la data 21 maggio 1376). Il paese ha sempre avuto tre porte d'ingresso munite di saracinesche e ponti levatoi: porta Superiore, oggi chiamata comunemente porta San Zeno, per l'accesso da oriente; porta Lion (così chiamata perché recava lo stemma della Serenissima), per l'accesso da meridione; porta Nuova (così chiamata perché realizzata per ultima), oggi comunemente chiamata porta Cansignorio, per l'accesso da settentrione. Il castello subì delle lesioni durante l'assedio dei veneziani nel luglio 1438, e poi ancora nel maggio 1528 ad opera dell'esercito di Carlo V. Nel XVI secolo, con l'avanzare delle nuove tecnologie e tattiche di guerra, il castello perse d'importanza e venne acquistato prima dalla comunità lacisiense e in seguito da famiglie private.

## Società

### Evoluzione demografica
Abitanti censiti

### Etnie e minoranze straniere
Al 1 gennaio 2022 risiedevano a Lazise 717 stranieri, rappresentanti il 10,5% della popolazione totale. Nella stessa data, le nazionalità maggiormente rappresentate erano quella rumena, con 187 residenti, la brasiliana, 88, la tedesca, 51, la moldava, 41, e la cingalese, con 38 residenti.

### Tradizioni e folclore

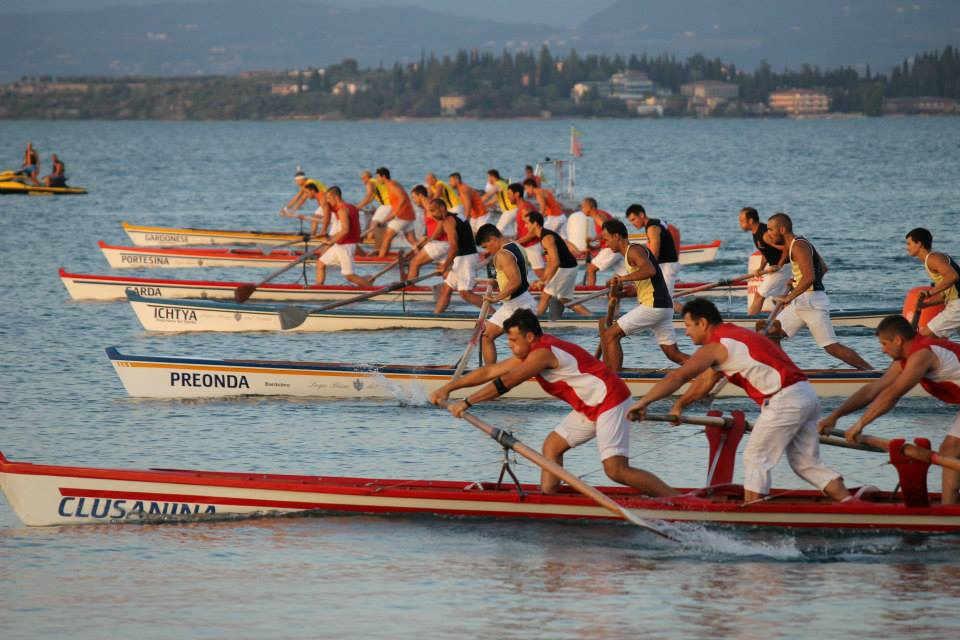
La partenza della tappa di Peschiera del Garda della Regata delle Bisse.

Manifestazioni popolari tradizionali sono la Regata delle Bisse, ovvero il campionato delle bisse, tradizionali imbarcazioni da voga alla veneta (con quattro vogatori in piedi e nessun timoniere), la cui tappa lacisiense si tiene tra luglio e agosto, e la Cuccagna del Cadenon, che si svolge a fine agosto in concomitanza con la Festa dell'Ospite, nella quale un palo di 8 metri è disposto orizzontalmente sulle acque del porto vecchio, abbondantemente cosparso di grasso, e viene vinto da chi, scivolando sul palo della cuccagna, riesce a prendere la bandierina posta in fondo.

## Cultura

### Eventi
Gli eventi che si svolgono nel borgo con cadenza regolare sono numerosi, in particolare fiere e sagre: la Festa dell'Ospite, che si svolge a fine luglio a Pacengo e a fine agosto a Lazise, quando ci sono vari banchetti che vendono prodotti tipici del luogo, concerti musicali e uno spettacolo finale con fuochi d'artificio, l'Antica sagra della Madonna della Neve, che si tiene nella frazione di Colà ad inizio agosto, durante la quale viene servito il piatto tradizionale dell'anara col pien (anatra arrosto ripiena), la Sagra del Marciapié, antica festa che si tiene l'ultimo giorno di Carnevale e il primo di Quaresima in via Arco, durante la quale la cittadinanza è invitata ad eleggere il rappresentante della via, detto Capo Valàr, oltre ad altre maschere di Carnevale, e infine la fiera nazionale "I giorni del miele", una manifestazione fieristica completamente dedicata al miele e derivati che si svolge a inizio ottobre.

## Geografia antropica

### Frazioni

#### Colà

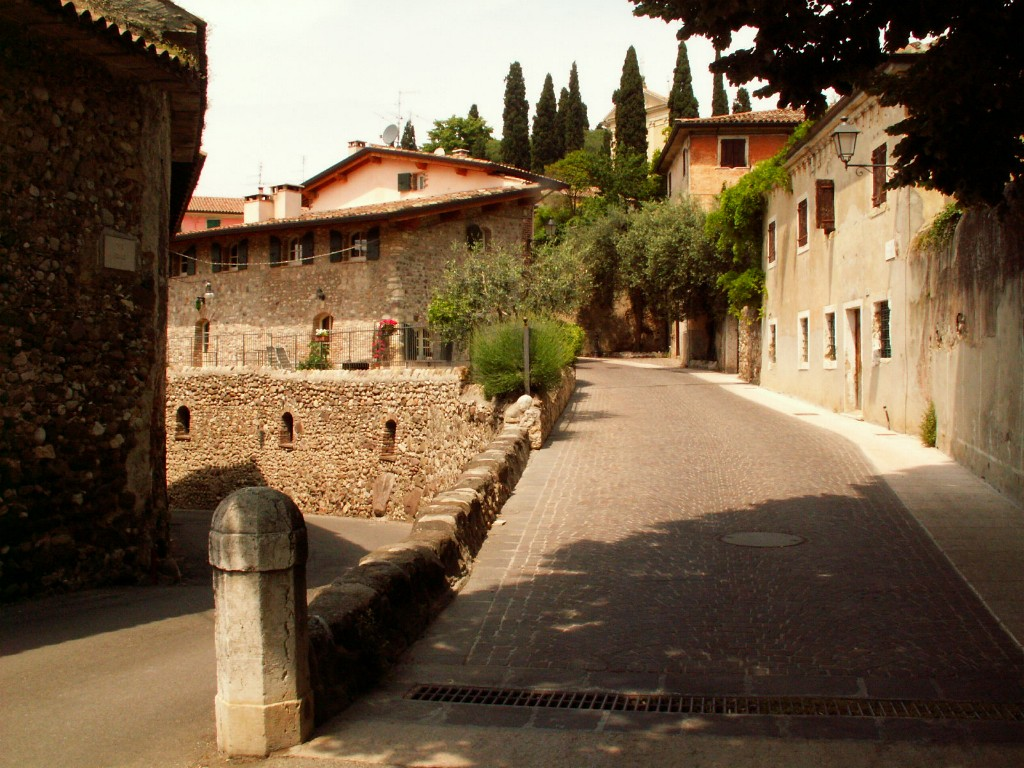
La strada che porta alla chiesa di Colà.

Colà, che entrò a far parte del comune di Lazise nel XIX secolo, è una frazione dell'entroterra posta sulle colline moreniche e immersa nel verde dei vigneti; essa viene nominata per la prima volta nel testamento di Engelberto del 28 maggio 861 con il nome di Colata, mentre in documenti successivi assume anche il nome di Colatha e Colada, probabilmente derivato dal latino collis.
Durante la prima guerra di indipendenza italiana il borgo venne occupato dalle truppe piemontesi mentre durante la terza guerra d'indipendenza furono qui soccorsi numerosi soldati feriti durante la battaglia di Custoza.
Nell'abitato, parrocchia dal 1526, è presente la chiesa di San Giorgio Martire, realizzata tra il 1757 e il 1762 su emulazione della precedente cappella dedicata a Santa Maria, la quale era stata eretta nel XII secolo. Al suo interno sono presenti cinque altari in marmo e due tele di pregio realizzate da Agostino Ugolini, mentre in canonica è presente la Vergine e i santi Rocco e Sebastiano di Paolo Farinati.

#### Pacengo

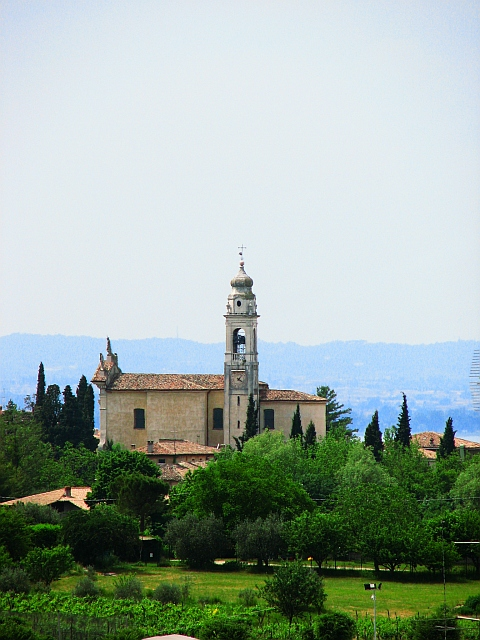
La chiesa parrocchiale di Pacengo.

Pacengo è una frazione posta sulla sponda del lago a sud del capoluogo, entrata a far parte del comune di Lazise durante la dominazione veneta. Questo piccolo centro abitato viene nominato per la prima volta in una pergamena del 1004 con il nome di Pacingus; l'etimologia del nome pare avere origine longobarda o germanica, secondo alcuni studiosi connesso al nome "Pacco". Ad ogni modo, poiché Pacengo esisteva anche ai tempi dell'Impero romano, si può supporre che il nome possa avere relazione con i termini pagus (villaggio) o pax (pace), e si sia trasformato in "Pace-ngo" durante il dominio longobardo.
Il paese dovette essere sia un importante centro preistorico, visto il rinvenimento di diversi oggetti antichi, sia romano, considerato il ritrovo di fondazioni di edifici romani. Durante la prima guerra di indipendenza italiana il paese fu sede dello scontro tra austriaci e piemontesi che vide i secondi vincitori, mentre qualche mese più tardi ospitò Ferdinando di Savoia, il quale stava ponendo l'assedio a Peschiera del Garda.
Nel borgo, sede di parrocchia dal 1526, è presente una chiesa realizzata tra il 1787 ed il 1792 su progetto di Leonardo Rossi. Gli interni furono decorati da Pio Piatti mentre il marmoreo altare maggiore venne realizzato molto probabilmente dagli scultori Zoppi e Spiazzi.

## Economia

### Turismo

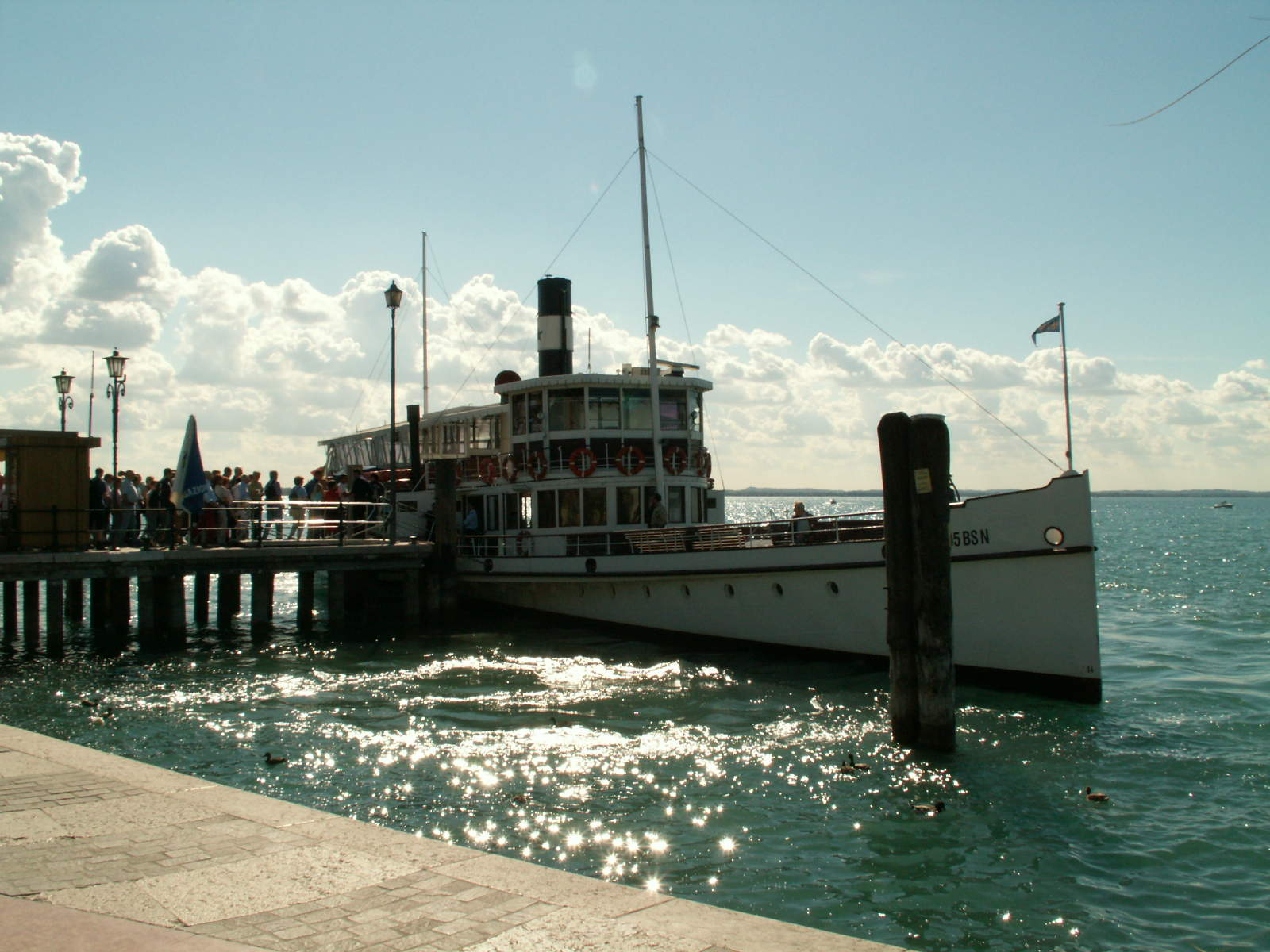
Battello attraccato a Lazise.

Nei secoli personaggi famosi visitarono il lago, tra cui Catullo, Goethe e Gustav Klimt, ma il fenomeno turistico di massa a Lazise iniziò nel secondo dopoguerra, quando gli abitanti d'oltralpe, soprattutto tedeschi, iniziarono a scendere verso sud in cerca di una meta turistica geograficamente vicina ed economica. Furono proprio la vicinanza geografica e il potere del marco tedesco sulla lira alcune tra le cause che garantirono il successo economico della cittadina. Gli abitanti di Lazise, fino a quel momento dediti alla pesca e all'agricoltura, iniziarono ad investire sul turismo, costruendo strutture ricettive, quali alberghi e campeggi. Così il comune di Lazise, con tre milione e mezzo di presenze nel 2017, è il paese con il maggior afflusso turistico della riviera gardesana e uno dei maggiori d'Italia.

## Infrastrutture e trasporti

### Strade
Nel territorio comunale sono presenti due strade principali, entrambe con direzione nord-sud: la strada statale 249 Gardesana Orientale che costeggia il lago partendo da Peschiera del Garda e giungendo a Riva del Garda, e la strada statale 450 di Affi, posta nell'entroterra e collegante i caselli autostradali di Peschiera (autostrada A4) e di Affi (autostrada del Brennero). In particolare la Gardesana Orientale deve sopportare un traffico notevole in quanto utilizzata per collegare i vari centri abitati che si affacciano sulla sponda orientale del lago, senza contare che la nascita di alcuni parchi di divertimento e la proliferazione di attività di ristorazione ed intrattenimento lungo questo asse hanno reso la strada sottodimensionata e, in molti periodi dell'anno, congestionata.

## Amministrazione
| Periodo        | Periodo        | Primo cittadino     | Partito                                                             | Carica                  | Note          |
| -------------- | -------------- | ------------------- | ------------------------------------------------------------------- | ----------------------- | ------------- |
| giugno 1985    | settembre 1989 | Giangaetano Delaini | Democrazia Cristiana                                                | Sindaco                 | [ 50 ] [ 51 ] |
| settembre 1989 | dicembre 1989  | Gerardino Mattia    |                                                                     | Commissario prefettizio | [ 51 ]        |
| dicembre 1989  | novembre 1994  | Giangaetano Delaini | Democrazia Cristiana                                                | Sindaco                 | [ 51 ]        |
| novembre 1994  | novembre 1998  | Luca Sebastiano     | Polo delle Libertà                                                  | Sindaco                 | [ 51 ]        |
| novembre 1998  | maggio 2003    | Luca Sebastiano     | Centro-destra                                                       | Sindaco                 | [ 51 ]        |
| maggio 2003    | aprile 2008    | Renzo Franceschini  | Liste civiche di Centro-destra                                      | Sindaco                 | [ 51 ]        |
| aprile 2008    | maggio 2013    | Renzo Franceschini  | UDC-Altri                                                           | Sindaco                 | [ 51 ]        |
| maggio 2013    | giugno 2018    | Luca Sebastiano     | Lista civica "Liberazione Civica" (FI)                              | Sindaco                 | [ 51 ]        |
| giugno 2018    | maggio 2023    | Luca Sebastiano     | Lista civica "Libera Azione Civica 2.0" (FI)                        | Sindaco                 | [ 51 ]        |
| maggio 2023    | in carica      | Damiano Bergamini   | Lista civica "Lazise per tutti - I Volontari", sostenuta dalla Lega | Sindaco                 | [ 51 ]        |

### Gemellaggi
- Rosenheim, dal 1979.[53]

## Sport

### Calcio
La principale squadra di calcio del Comune, nata nel 2010 dalla fusione di due società, è l'Associazione Calcio Lazise, che milita nel campionato di Prima Categoria. I colori sociali della squadra sono il giallo/nero e amaranto/azzurro.